# Den Ukendte
Den Ukendte (originaltitel K – The Unknown) er en amerikansk stumfilm fra 1924 af Harry A. Pollard.

## Medvirkende
- Virginia Valli som Sidney Page
- Percy Marmont som 'K' Le Moyne
- Margarita Fischer som Charlotte Harrison
- Donald Keith som George 'Slim' Benson
- John Roche som Dr. Max Wilson
- Maurice Ryan som Joe Drummond
- Myrtle Vane som Harriett Kennedy
- William A. Carroll som Dr. Ed Wilson